# Друк-Вангдице-лакханг

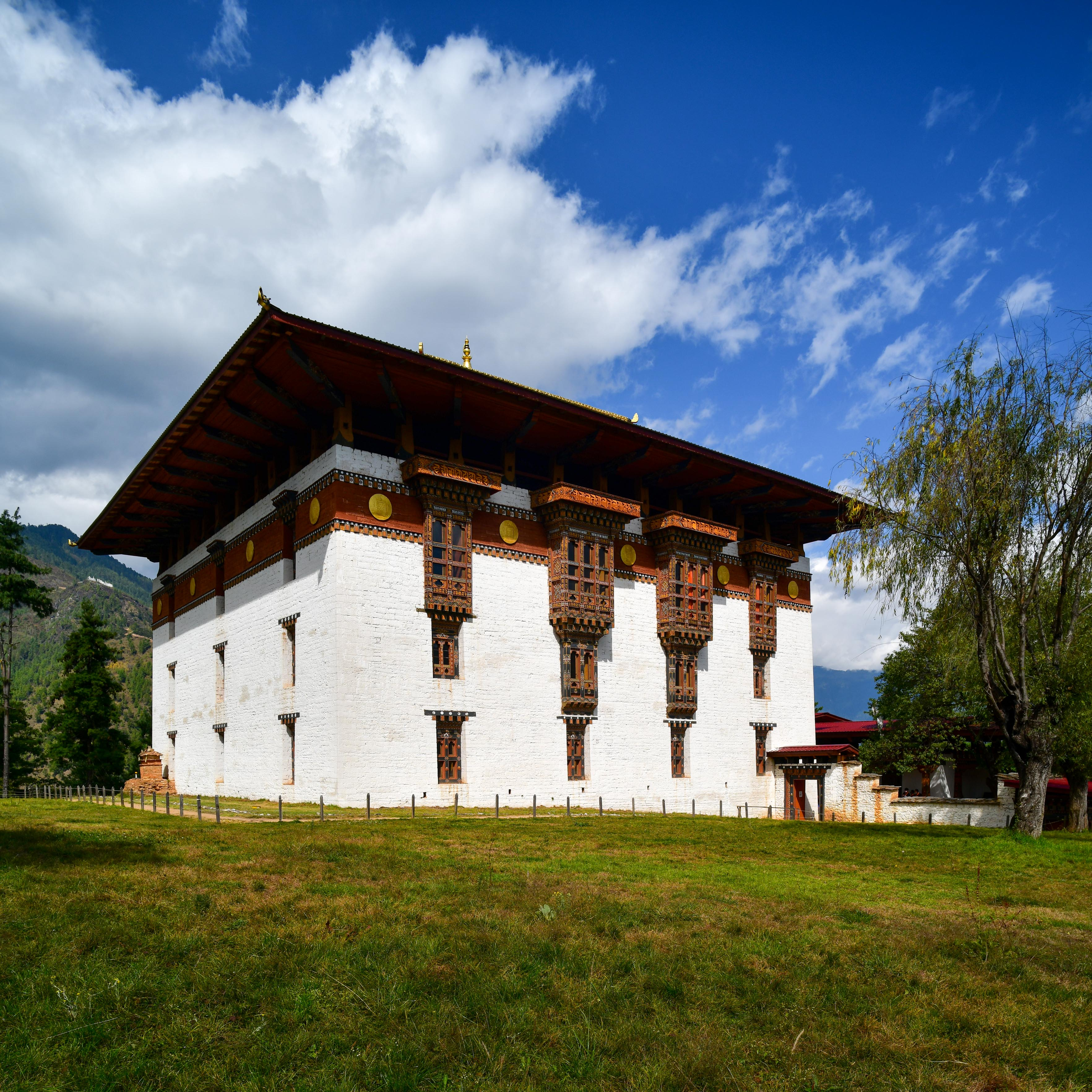
Друк-Вангдице-лакханг

Друк-Вангдице-лакханг (тиб. འབྲུག་དབང་འདུས་རྩེ་ལྷ་ཁང་ — «Храм пика завоевания») — буддийский храм в Бутане, расположенный высоко на лесистом хребте к югу от Ташичо-дзонга, откуда открывается вид на всю долину Тхимпху. Он был основан в 1715 году как резиденция 8-го Друк Деси, Друк Рабгье.
Друк-Вангдице-лакханг — один из старейших храмов в Тхимпху, который считается важным объектом наследия Бутана. Поскольку он расположен всего в 40 минутах ходьбы от Сангайганга в Тхимпху, он также является популярным местом для пикников и местной достопримечательностью.
Во время Гималайского Землетрясения 2011 года храм получил значительные повреждения, но с тех пор он был восстановлен, руководствуясь чертежом прежнего храма, сделанным Самуэлем Дэвисом, посетившим Бутан в 1783 году, а также археологическими данными. С 24 января по 5 февраля 2020 года храм был заново освящен на церемонии, которую возглавил лопон Лайцог, Сангай Дорджи из Жьунг Драцанга.
В восстановленном храме сохранилось оригинальное большое медное позолоченное изображение Будды Шакьямуни, с бодхисаттвами Манджушри и Авалокитешварой по бокам. На каждой из двух боковых стен расположены четыре большие ступы, вместе представляющие восемь великих ступ (Chöten Deshey-gyed). На втором этаже находится храм с фресками, изображающими божества мандалы Хаягривы и Ваджракилаи, В задней части этого этажа находится закрытая часовня Дхармапала, посвященная Еше Гонпо (Чатурбхуджа Махакала), которая также содержит изображения Шри Деви (Палден Лхамо Дудсолма) и Черингмаы, а также защитников 20 дзонхагов.